# Pterygophyllum radiculosum
Pterygophyllum radiculosum là một loài Rêu trong họ Hookeriaceae. Loài này được (Hook.) Brid. mô tả khoa học đầu tiên năm 1827.